# 晴十ナツメグ
晴十 ナツメグ（せいじゅう ナツメグ）は、日本の漫画家。トキワ荘プロジェクト卒業生。

## 来歴
2011年、19歳の時に「演目バイオレッタ」が第17回スクウェア・エニックスマンガ大賞でファンタジー部門佳作を受賞。
2013年に「絵師弟子」が第73回小学館新人コミック大賞少年部門佳作を受賞し、『クラブサンデー』（小学館）に掲載。
2014年に『月刊コミック電撃大王』（KADOKAWA）で『カイダンにっき』の連載を開始し、2017年より同誌で『あなたの勇者浮気してますよ』を連載。
2019年7月からTwitterにて『ヤクザと目つきの悪い女刑事の話』の公開を開始。
2020年から『ミステリーボニータ』（秋田書店）で『九龍葬査回奇録』を連載。2025年5月より『マンガボックス』にて百道みずほの原作による『公開修羅場で婚約がなくなりました。これから仕事と恋を探します！』の連載を開始。

## 作品リスト

### 連載作品
- カイダンにっき（『月刊コミック電撃大王』2014年9月号[4] - 2015年12月号、全3巻）
- あなたの勇者浮気してますよ（『月刊コミック電撃大王』2017年6月号[5] - 2019年3月号、全3巻）
- 君の終わりに、何度でも°（『スキマ』2018年1月16日[9] - 、全1巻） - 単行本は電子書籍のみ刊行。
- 悪役令嬢後宮物語（全2巻） - コミカライズ
- 九龍葬査回奇録（『ミステリーボニータ』2020年12月号[7] - 2021年11月号、全2巻）
- 公開修羅場で婚約がなくなりました。これから仕事と恋を探します！（原作：百道みずほ、作画協力：KAKITE、『マンガボックス』2025年5月24日[8] - ）

### 読み切り作品
- メガネとネコ紳士（『月刊Gファンタジー』2011年9月号[10]）
- 絵師弟子（『クラブサンデー』2013年12月17日[1]）
- 放課後の怪獣（『月刊コミック電撃大王』2013年11月号） - 商業誌デビュー作[要出典]
- 図書館に住む少年（『月刊コミック電撃大王』2014年4月号）
- カイダンにっき（『月刊コミック電撃大王』2014年5月号） - 同年に連載化
- 貸本月歩堂（『ゲッサン』2014年5月号別冊付録「ゲッサンmini7号」）
- 伝説の腐ラグコンサルタント音溟グミ（原作：藤直、『月刊ガンガンJOKER』）

### 書籍
商業連載されていないが書籍が刊行された作品。
- ヤクザと目つきの悪い女刑事の話（SNSで発表[11]、2021年5月14日 - 刊、既刊2巻）